# Elecciones estatales de Schleswig-Holstein de 2017
Las elecciones estatales de Schleswig-Holstein de 2017 se llevaron a cabo el 7 de mayo de 2017, con el propósito de elegir a los miembros del Parlamento Regional Schleswigense-Holsteiniano. 

## Antecedentes
Desde 2012 gobierna en el Estado una coalición conocida como "semáforo danés" compuesta por el SPD, los Verdes y la SSW, bajo el Ministro-Presidente Torsten Albig. Esta fue la primera elección donde la edad mínima para votar fueron 16 años. También se aumentó el número de escaños de 69 a 73 por ajustes según el censo poblacional de Schleswig-Holstein.

## Partidos participantes
Un total de trece partidos participaron en los comicios: Para acceder al parlamento regional se necesita alcanzar un mínimo del 5% de los votos válidos, salvo para el partido Asociación de Votantes del Schleswig Meridional, que por las Declaraciones de Copenhague y Bonn no necesita un mínimo de votos para obtener representación parlamentaria.
| Partido | Partido | Abreviatura  | Miembros en el Estado (2017) | Resultados en 2012 | Candidatos directos | Cabeza de lista    |
| ------- | --- | ------------ | ---------------------------- | ------------------ | ------------------- | ------------------ |
|         | Unión Demócrata Cristiana | CDU          | 19.521                       | 30,8 %             | 35                  | Daniel Günther     |
|         | Partido Socialdemócrata | SPD          | 17.300                       | 30,4 %             | 35                  | Torsten Albig      |
|         | Alianza 90/Los Verdes | GRÜNE        | 2.391                        | 13,2 %             | 35                  | Monika Heinold     |
|         | Partido Democrático Libre | FDP          | 2.099                        | 8,2 %              | 35                  | Wolfgang Kubicki   |
|         | Partido Pirata de Alemania | PIRATEN      | 450                          | 8,2 %              | 35                  | Patrick Breyer     |
|         | Asociación de Votantes del Schleswig Meridional                                                                                  | SSW          | 3.550                        | 4,6 %              | 12                  | Lars Harms         |
|         | Die Linke | DIE LINKE    | 1.051                        | 2,3 %              | 35                  | Marianne Kolter    |
|         | Partido de las Familias de Alemania                                                                                              | FAMILIE      | 118                          | 1,0 %              | 4                   | Kirsten Bollongino |
|         | Freie Wähler | FREIE WÄHLER | 90                           | 0,6 %              | 16                  | Thomas Thedens     |
|         | Alternativa para Alemania | AfD          | 960                          | —                  | 26                  | Jörg Nobis         |
|         | Reformadores Liberal-Conservadores                                                                                               | LKR          | 108                          | —                  | 13                  | Jürgen Joost       |
|         | Partido por el Trabajo, Estado de Derecho, Protección de los Animales, Incentivo a las Elites e Iniciativas Democráticas de Base | Die PARTEI   | 686                          | —                  | 3                   | Hannah Bierstedt   |
|         | Futuro Schleswig-Holstein | Z.SH         | 68                           | —                  | 2                   | Lasse Lorenzen     |

## Programas y campaña
El candidato de la CDU en Schleswig-Holstein fue su líder estatal Daniel Günther. La CDU basó su programa en la vida segura. Esto incluyó no sólo la seguridad interna, sino también que las instituciones del Estado realicen sus tareas de forma rápida y fiable.
El primer ministro Torsten Albig fue como en las elecciones regionales de 2012 el candidato del SPD. La candidata de los Verdes fue la ministra estatal de Finanzas, Monika Heinold y el del FDP fue Wolfgang Kubicki. 
El Partido Pirata Schleswig-Holstein incluyó en su programa electoral como temas centrales de la transparencia, la participación ciudadana, la protección de datos y la educación. Su candidato es el presidente del grupo parlamentario, Patrick Breyer.
El candidato de la AfD Schleswig-Holstein fue Jörg Nobis. La AfD llamó a la democracia directa imitando el modelo suizo, al fortalecimiento de la policía y la justicia, al fortalecimiento de la familia tradicional, al fin de la política actual de refugiados y a la participación de los ciudadanos respecto de asuntos de inmigración e integración, entre otras cosas.
La candidata de Die Linke fue Marianne Kolter. El título de su programa electoral es "Por la solidaridad en Schleswig-Holstein. Una fuerte izquierda cambia al país". La izquierda llama, entre otras cosas, a la lucha contra la pobreza infantil y de los pensionistas, a  viviendas asequibles y a buena educación.

## Encuestas

### Partidos
| Encuestador             | Fecha      |        |        |        |       | Piraten |       |       |      | Otros |
| ----------------------- | ---------- | ------ | ------ | ------ | ----- | ------- | ----- | ----- | ---- | ----- |
| Forschungsgruppe Wahlen | 04.05.2017 | 32 %   | 29 %   | 12 %   | 11 %  | –       | 3 %   | 4,5 % | 6 %  | 2,5 % |
| INSA                    | 29.04.2017 | 33 %   | 29 %   | 12 %   | 10 %  | –       | 4 %   | 5 %   | 5 %  | 2 %   |
| Infratest dimap         | 27.04.2017 | 32 %   | 31 %   | 12 %   | 8,5 % | –       | 3 %   | 4,5 % | 6 %  | 3 %   |
| Forschungsgruppe Wahlen | 27.04.2017 | 32 %   | 30 %   | 12 %   | 9 %   | –       | 3 %   | 5 %   | 6 %  | 3 %   |
| Infratest dimap         | 20.04.2017 | 31 %   | 33 %   | 12 %   | 9 %   | –       | 3 %   | 4 %   | 5 %  | 3 %   |
| Infratest dimap         | 06.04.2017 | 30 %   | 33 %   | 12 %   | 9 %   | –       | 3 %   | 4 %   | 7 %  | 2 %   |
| Infratest dimap         | 16.03.2017 | 27 %   | 33 %   | 14 %   | 9 %   | –       | 3 %   | 4 %   | 7 %  | 3 %   |
| Infratest dimap         | 09.12.2016 | 34 %   | 26 %   | 15 %   | 9 %   | –       | 3 %   | 5 %   | 6 %  | 2 %   |
| INSA                    | 19.10.2016 | 26 %   | 31 %   | 13 %   | 12 %  | 1 %     | 4 %   | 4 %   | 6 %  | 3 %   |
| Forsa                   | 16.04.2016 | 28 %   | 28 %   | 16 %   | 9 %   | 1 %     | 4 %   | 3 %   | 9 %  | 2 %   |
| Infratest dimap         | 31.10.2014 | 34 %   | 29 %   | 15 %   | 3 %   | 2 %     | 3 %   | 5 %   | 7 %  | 2 %   |
| Infratest dimap         | 07.05.2013 | 34 %   | 31 %   | 15 %   | 6 %   | 3 %     | 4 %   | 3 %   | –    | 4 %   |
| Resultados 2012         | 06.05.2012 | 30,8 % | 30,4 % | 13,2 % | 8,2 % | 8,2 %   | 4,6 % | 2,3 % | n.a. | 2,3 % |

### Preferencia de Ministro-Presidente
| Encuestador             | Fecha      | Torsten Albig (SPD) | Daniel Günther (CDU) |
| ----------------------- | ---------- | ------------------- | -------------------- |
|                         |            |                     |                      |
| Forschungsgruppe Wahlen | 07.05.2017 | 43 %                | 37 %                 |
| Infratest dimap         | 07.05.2017 | 48 %                | 39 %                 |
| Forschungsgruppe Wahlen | 04.05.2017 | 43 %                | 36 %                 |
| Infratest dimap         | 27.04.2017 | 48 %                | 27 %                 |
| Forschungsgruppe Wahlen | 27.04.2017 | 46 %                | 31 %                 |
| Infratest dimap         | 20.04.2017 | 55 %                | 26 %                 |
| Infratest dimap         | 06.04.2017 | 51 %                | 25 %                 |
| Infratest dimap         | 16.03.2017 | 50 %                | 21 %                 |
| Infratest dimap         | 09.12.2016 | 50 %                | 23 %                 |

## Resultados

Partidos ganadores en las circunscripciones

|                                                              |                        | Elecciones 2017 | Elecciones 2017 | Cambio |
| Votos                                                        | %                      |                 |                 | Cambio |
| ------------------------------------------------------------ | ---------------------- | --------------- | --------------- | ------ |
| Inscritos                                                    | Inscritos              | 2.318.022       | 100             |        |
| Votantes/participación                                       | Votantes/participación | 1.488.534       | 64,2            |        |
| Votos directos                                               |                        |                 |                 |        |
| Votos directos nulos                                         | Votos directos nulos   | 23.748          | 1,6             | -0,5   |
| Votos directos válidos                                       | Votos directos válidos | 1.464.606       | 98,4            | +0,5   |
| de los cuales                                                |                        |                 |                 |        |
|                                                              | CDU                    | 565.065         | 38,6            | + 1,8  |
|                                                              | SPD                    | 479.840         | 32,8            | -3,0   |
|                                                              | GRÜNE                  | 131.446         | 9,0             | -1,6   |
|                                                              | FDP                    | 106.074         | 7,2             | +2,9   |
|                                                              | PIRATEN                | 21.942          | 1,5             | -5,9   |
|                                                              | SSW                    | 30.193          | 2,1             | -0,4   |
|                                                              | DIE LINKE              | 51.182          | 3,5             | +1,1   |
|                                                              | FAMILIE                | 2.393           | 0,2             | –      |
|                                                              | FREIE WÄHLER           | 7.816           | 0,5             | –      |
|                                                              | AfD                    | 60.990          | 4,2             | –      |
|                                                              | LKR                    | 2.739           | 0,2             | –      |
|                                                              | Die PARTEI             | 1.908           | 0,1             | +0,1   |
|                                                              | Z.SH                   | 1.167           | 0,1             | –      |
|                                                              | Independientes         | 1.851           | 0,1             | +0,0   |
| Votos de lista                                               |                        |                 |                 |        |
| Votos de lista nulos                                         | Votos de lista nulos   | 13.846          | 0,9             | -0,5   |
| Votos de lista válidos                                       | Votos de lista válidos | 1.474.508       | 99,1            | +0,5   |
| de los cuales                                                |                        |                 |                 |        |
|                                                              | CDU                    | 471.460         | 32,0            | +1,2   |
|                                                              | SPD                    | 401.806         | 27,3            | -3,1   |
|                                                              | GRÜNE                  | 190.181         | 12,9            | -0,3   |
|                                                              | FDP                    | 169.037         | 11,5            | +3,3   |
|                                                              | PIRATEN                | 17.091          | 1,2             | -7,0   |
|                                                              | SSW                    | 48.968          | 3,3             | -1,3   |
|                                                              | DIE LINKE              | 56.018          | 3,8             | +1,5   |
|                                                              | FAMILIE                | 9.262           | 0,6             | -0,4   |
|                                                              | FREIE WÄHLER           | 8.369           | 0,6             | +0,0   |
|                                                              | AfD                    | 86.711          | 5,9             | –      |
|                                                              | LKR                    | 3.053           | 0,2             | –      |
|                                                              | Die PARTEI             | 8.219           | 0,6             | –      |
|                                                              | Z.SH                   | 4.333           | 0,3             | –      |
| Fuente: Statistisches Amt für Hamburg und Schleswig-Holstein |                        |                 |                 |        |

### Distribución de escaños[23]
- CDU: 25
- SPD: 21
- Verdes: 10
- FDP: 9
- AfD: 5
- SSW: 3

## Formación de gobierno
El 28 de junio, Daniel Günther fue elegido nuevo Ministro-Presidente con 42 votos a favor del Parlamento, en coalición con los Verdes y el FDP.